# Адамия, Роберт Шалвович
Роберт Шалвович Адамия (груз. რობერტ შალვას ძე ადამია; 1933—2011) — советский и грузинский учёный в области машиностроения и прикладной механики, доктор технических наук (1969), профессор (1970), член-корреспондент АН Грузинской ССР (1983), академик АН Грузии (1993). Директор Института механики машин АН Грузии (1998—2007). Лауреат Государственной премии Грузии в области науки и техники (2000).

## Биография
Родился 6 апреля 1933 года в Кутаиси.
С 1951 по 1956 год обучался на металлургическом факультете Грузинского государственного политехнического института имени В. И. Ленина. С 1959 по 1962 год обучался в аспирантуре Московского машиностроительного института. 
С 1956 по 1958 год на производительной работе в Ворошиловском металлургическом заводе в качестве руководителя цеха. С 1962 года на научно-исследовательской работе в Институте металлургии АН Грузинской ССР в качестве старшего научного сотрудника. С 1971 года на педагогической работе в Грузинском государственном политехническом институте имени В. И. Ленина в качестве заведующего кафедрой обработки металлов давлением металлургического факультета.
С 1983 по 1998 год на научной работе в Кутаисском научном центре АН Грузинской ССР в должности директора этого центра. С 1998 по 2007 год — директор Института механики машин НАН Грузии.

### Научно-педагогическая деятельность и вклад в науку
Основная научно-педагогическая деятельность Р. Ш. Адамия была связана с вопросами в области машиностроения и проблем прикладной механики. Его монографии: «Динамика машин» и «Усовершенствованная система оптимизации динамических процессов» являются одними из важнейших работ в области машиностроения. Р. Ш. Адамия являлся — действительным членом Инженерной академии и председателем Научного совета Института механики машин АН Грузии. 
В 1962 году защитил кандидатскую диссертацию по теме: «Охрана труда», в 1969 году защитил докторскую диссертацию на соискание учёной степени доктор технических наук по теме: «Геометрический метод оптимальной динамики расчета научных основ». В 1970 году ВАК СССР ему было присвоено учёное звание профессор. В 1983 году был избран член-корреспондентом АН Грузинской ССР, а в 1993 году — действительным членом АН Грузии.  Р. Ш. Адамия было написано более двухсот научных работ, в том числе двенадцать монографий, автор более тридцати свидетельств на изобретения, его научные статьи печатались в ведущих научных журналах. Под его руководством было защищено более двадцати кандидатских и докторских диссертаций.

## Награды
- Государственная премия Грузии в области науки и техники (2000 — за цикл работ «Рассчитанные динамические процессы механических систем и основы рационального планирования»)
- Орден Чести (1998)
- Премия Г. Николадзе АН Грузии в области науки и техники (1994)
- Почётный гражданин Кутаиси (1993)[4][3]